# Populációbiológia
A populációbiológia az élőlények alkotta népesség, és főként a népesség méretbeli szabályzásának, valamint az élettörténet olyan jellegzetességeinek tanulmányozása, mint az utódok mennyisége és a kihalás. A populációbiológia és a populációökológia fogalmát gyakran felváltva használják, habár az előbbi jóval gyakrabban fordul elő a betegségek, vírusok és mikrobák vizsgálata során, míg az utóbbi elsősorban a növények és állatok tanulmányozásához kötődik.
Malthus An Essay on the Principle of Population (Tanulmány a népesedés elvéről) című könyvében csak az emberi népesség változásainak ökonómiájával foglalkozik, melyről azt feltételezte, hogy a véges élelemforrásokhoz, a bőséghez és a nélkülözéshez kötődik, írása pedig hatással volt Charles Darwinra, mikor kidolgozta későbbi műve, A fajok eredete elméleti alapjait.
1838 októberében, tizenöt hónappal azután, hogy megkezdtem rendszerezett vizsgálatomat, szórakozásképpen elolvastam Malthus népesedés könyvét és felkészültem arra, hogy felmérjem a létért folytatott küzdelmet, ami az állatok és növények szokásainak régóta folyó tanulmányozásából eredően mindenütt folyik, azonnal megütköztem azon, hogy ilyen körülmények között az előnyös változatok fennmaradhatnak, míg az előnytelenek elpusztulnak. Ennek hatására kialakulhat egy új faj. Végül megszületett az elméletem arról, hogyan működik mindez; de annyira aggódtam az előítéletek miatt, hogy úgy döntöttem, nem jött el az ideje még a legrövidebb vázlat megírásának sem. 1842. júniusában engedtem először az írás iránti vágynak, ceruzával, 35 oldalon papírra vetve az elméletem igen rövid kivonatát; ami 1844 nyarán 230 oldalra bővült, minderről pedig egy teljes másolatot készítettem, amit máig őrzök.

## Fordítás
- Ez a szócikk részben vagy egészben  a   Population biology című angol Wikipédia-szócikk ezen változatának fordításán alapul.  Az eredeti cikk szerkesztőit annak laptörténete sorolja fel. Ez a jelzés csupán a megfogalmazás eredetét és a szerzői jogokat jelzi, nem szolgál a cikkben szereplő információk forrásmegjelöléseként.